# 白石鍋島家
白石鍋島家（しらいしなべしまけ）は、鍋島氏庶流にあたる武家・士族・華族だった家。江戸時代に佐賀藩主鍋島家の藩主一門家臣、維新後には士族を経て華族の男爵家に列した。

## 歴史
肥前国佐賀藩主鍋島勝茂の六男直弘を祖とする。直弘は佐賀藩内で一門家臣の家を起こし、三養基郡白石9000石を領地として与えられて白石鍋島家を称した。後には2万2070石に加増された。藩内での家格は「親類」。
幕末維新期の当主鍋島直暠は、維新の際に藩主を補佐して勤王に功が多かった。
明治維新後には白石鍋島家は当初士族だった。明治17年（1884年）に華族が五爵制になった際に定められた『叙爵内規』の前の案である『爵位発行順序』所収の『華族令』案の内規（明治11年・12年ごろ作成）や『授爵規則』（明治12年以降16年ごろ作成）では万石以上陪臣が男爵に含まれており、白石鍋島家も男爵候補に挙げられているが、最終的な『叙爵内規』では旧万石以上陪臣は授爵対象外となったためこの時点では白石鍋島家は士族のままだった。
明治15年・16年ごろ作成と思われる『三条家文書』所収『旧藩壱万石以上家臣家産・職業・貧富取調書』は、直暠について所有財産を旧禄高2万270石、所有財産は三十国立銀行株金6300円、百六国立銀行株金6150円、諸会社株金1450円、田畑1町2反4畝12歩、山林12町2反4畝7歩、新築15町歩、宅地9反27歩、建築土蔵6軒、職業は無職、貧富景況は空欄となっている。
明治26年（1891年）には宗家の鍋島直大侯爵から直明（直暠の子）への叙爵請願が宮内省に提出された。明治30年（1895年）10月27日に至っ直明が父の維新の功を認められて男爵に叙せられた。直明は少将まで昇進した陸軍軍人であり、日清日露で戦功を挙げて功四級を賜っている。後に貴族院の男爵議員に3回当選して務めた。
その子直高の代に白石鍋島男爵家の住居は東京市大森区久ヶ原町にあった。鍋島直高は1955年9月に手形詐欺事件を起こして逮捕された。この事件は鍋島猫騒動（鍋島騒動）にかけて「鍋島ネコババ騒動」と呼ばれる。
東京市大森区久ヶ原町にあった白石鍋島男爵邸
- 外観
- 応接室
- 階段